# انجمن کتابداران ایران

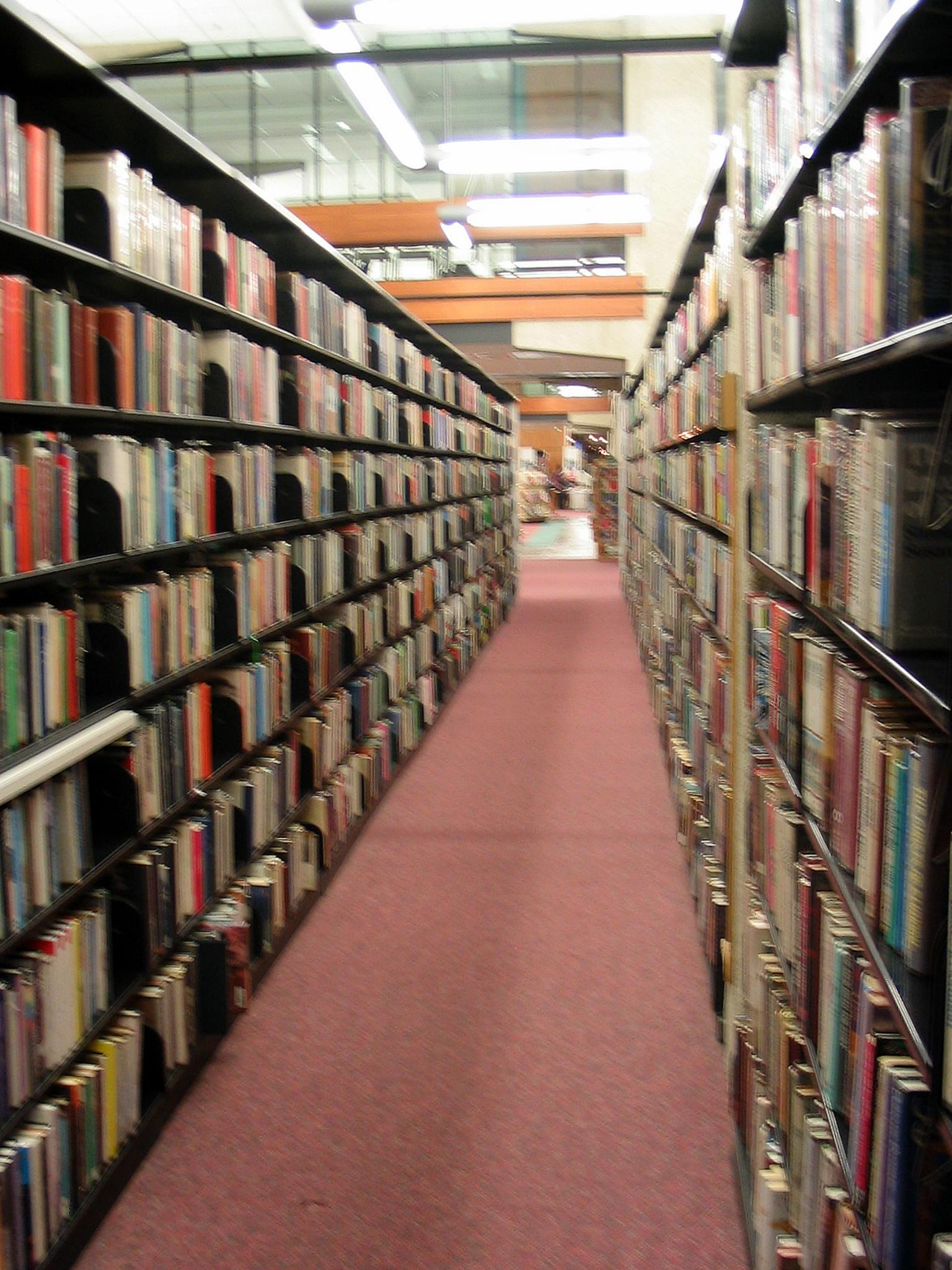
کتابخانه

انجمن کتابداران ایران به اختصار اکتا در سال ۱۳۴۴ تأسیس شد. هدف انجمن تشویق کتابداران به اجرای اصول ملی کتابداری، شناساندن اهمیت و ارزش حرفه کتابداری، بالا بردن مقام کتابداران و حفظ حقوق آن‌ها بود.
این انجمن تا سال ۱۳۵۸ انجمنی فعال بود و نشریهٔ " نامهٔ انجمن کتابداران " به‌طور فصلی و " اخبار ماهانه انجمن کتاب داران " را هر ماهه منتشر می‌کرد.
این انجمن دارای چهار کمیتهٔ حقوقی،انتشارات، روابط عمومی و آموزش بود که زیر نظر یک هیئت مدیره فعالیت می‌کرد.
خانم فرنگیس امید (شفا) اولین رئیس هیئت مدیره انجمن بودند.
از سال ۱۳۵۸ اساسنامهٔ جدیدی توسط کتابداران جوان برای آن تدوین و مدیریت آن به یک شورا سپرده شد.
این شورا توانست سه شماره نشریه منتشر سازد و از آن پس کلیه فعالیت‌های انجمن عملاً متوقف شد.